# Chẩn đoán phân tử

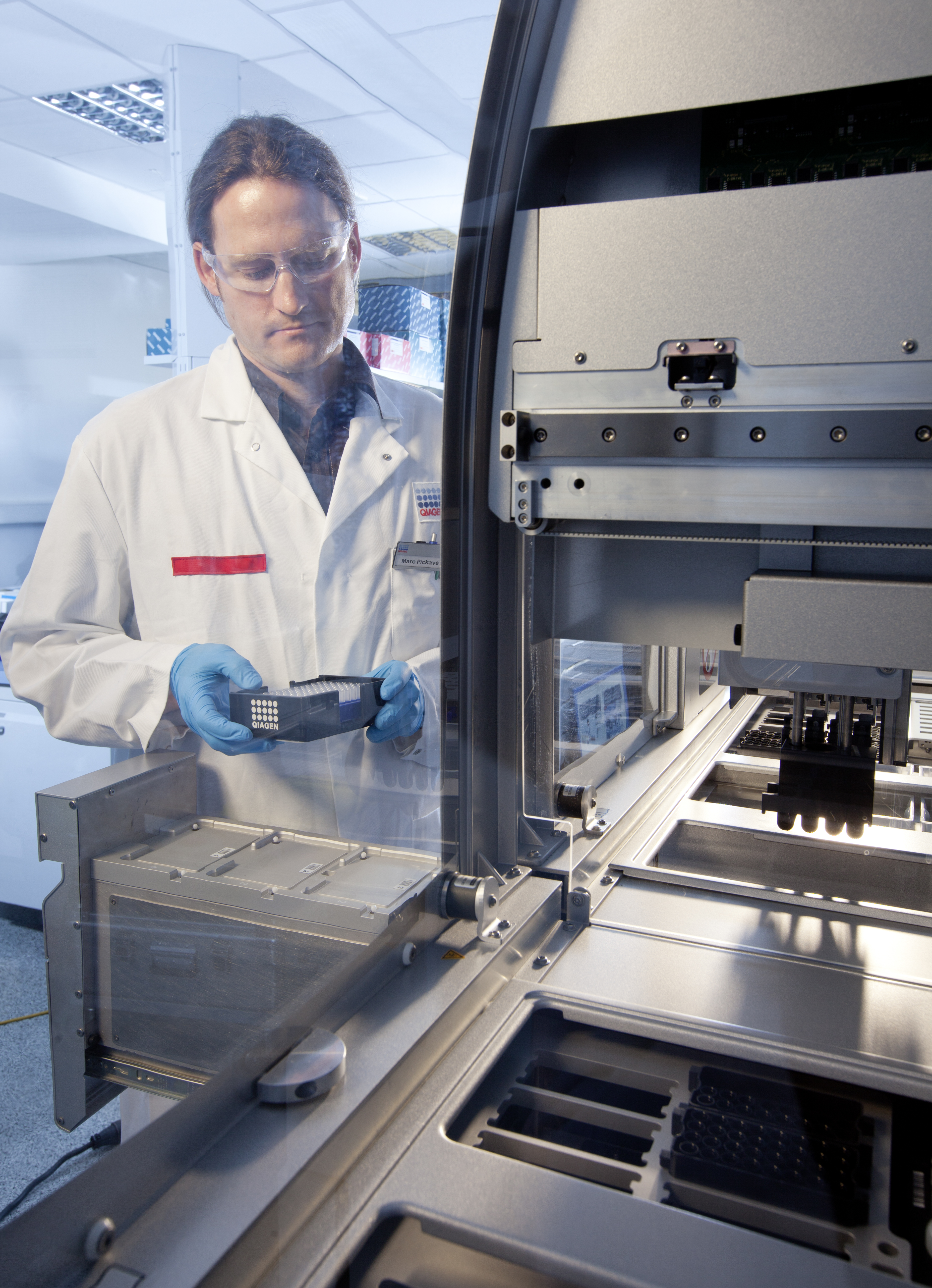
Chuyên gia sử dụng "Qiasymphony", một nền tảng tự động hóa để kiểm tra chẩn đoán phân tử

Chẩn đoán phân tử là tập hợp các kỹ thuật được sử dụng để phân tích các dấu hiệu sinh học trong bộ gen và proteome — mã di truyền của từng cá nhân và cách các tế bào của chúng biểu hiện gen của chúng như protein — bằng cách áp dụng sinh học phân tử vào xét nghiệm y tế. Kỹ thuật này được sử dụng để chẩn đoán và theo dõi bệnh, phát hiện nguy cơ và quyết định liệu pháp nào sẽ hiệu quả nhất cho từng bệnh nhân.
Bằng cách phân tích các đặc điểm cụ thể của bệnh nhân và bệnh của họ, chẩn đoán phân tử đưa ra triển vọng của y học cá nhân hóa.
Những xét nghiệm này rất hữu ích trong một loạt các chuyên ngành y tế, bao gồm bệnh truyền nhiễm, ung thư, gõ kháng nguyên bạch cầu ở người (điều tra và dự đoán chức năng miễn dịch), đông máu và dược động học — dự đoán di truyền của loại thuốc nào sẽ hoạt động tốt nhất. (v-vii) Chúng trùng lặp với hóa học lâm sàng (xét nghiệm y tế về chất dịch cơ thể).

## Lịch sử

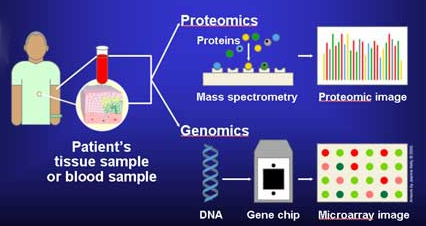
Chẩn đoán phân tử sử dụng các kỹ thuật như quang phổ khối và chip gen để nắm bắt các kiểu biểu hiện của gen và protein

Lĩnh vực sinh học phân tử phát triển vào cuối thế kỷ XX, cũng như ứng dụng lâm sàng của nó. Năm 1980, Yuet Wai Kan et al. Đề xuất một xét nghiệm di truyền trước khi sinh đối với bệnh Thalassemia không dựa vào trình tự DNA — sau đó ở giai đoạn sơ khai — nhưng dựa trên các enzyme cắt giới hạn DNA, nơi chúng nhận ra các chuỗi ngắn cụ thể, tạo ra các chuỗi DNA dài khác nhau tùy thuộc vào alen (biến thể di truyền) của thai nhi sở hữu. Vào những năm 1980, cụm từ này được sử dụng trong tên của các công ty như Molecular Diagnostics Incorporated  và Bethseda Research Laboraties Molecular Diagnostics.
Trong những năm 1990, việc xác định các gen mới được phát hiện và các kỹ thuật mới để giải trình tự DNA đã dẫn đến sự xuất hiện của một lĩnh vực khác biệt của y học trong phòng thí nghiệm phân tử và gen; vào năm 1995, Hiệp hội Bệnh học phân tử (AMP) được thành lập để cung cấp cho nó cấu trúc. Năm 1999, AMP đồng sáng lập Tạp chí Chẩn đoán Y khoa. Informa chăm sóc sức khỏe đã đưa ra các đánh giá của chuyên gia về chẩn đoán y khoa vào năm 2001. Từ năm 2002 trở đi, Dự án HapMap đã tổng hợp thông tin về sự khác biệt di truyền một chữ cái tái phát trong quần thể người — đa hình nucleotide đơn — và mối quan hệ của chúng với bệnh tật. (ch 37) Vào năm 2012, các kỹ thuật chẩn đoán phân tử đối với bệnh thalassemia sử dụng các xét nghiệm lai tạo gen để xác định tính đa hình nucleotide đơn cụ thể gây ra bệnh của một cá nhân.
Khi ứng dụng thương mại của chẩn đoán phân tử đã trở nên quan trọng hơn, do đó, cuộc tranh luận về bằng sáng chế của những khám phá di truyền ở trung tâm của nó. Năm 1998, Chỉ thị 98/44 / EC của Liên minh Châu Âu đã tuyên bố rằng các bằng sáng chế về trình tự DNA là được phép. Vào năm 2010 tại Hoa Kỳ, AMP đã kiện My Vô số Di truyền học để thách thức các bằng sáng chế sau này liên quan đến hai gen, BRCA1, BRCA2, có liên quan đến ung thư vú. Năm 2013, Tòa án Tối cao Hoa Kỳ đã đồng ý một phần, phán quyết rằng một chuỗi gen xuất hiện tự nhiên không thể được cấp bằng sáng chế.